# Siergiej Buszew
Siergiej Michajłowicz Buszew ros. Сергей Михайлович Бушев (ur. 6 lipca?/19 lipca 1900 w Samarze, zm. 11 listopada 1969 w Kujbyszewie) – generał major Armii Czerwonej i generał brygady Wojska Polskiego.

## Życiorys
Służbę w Armii Czerwonej pełnił od listopada 1918. W latach wojny domowej pełnił służbę jako czerwonoarmista w składzie 1 Samarskiego pułku robotniczego na Froncie Południowym oraz Kaukaskim – przeciw wojskom gen. Antona Denikina.
W kwietniu 1919 został skierowany na kurs dowódców piechoty do Samary, podczas kursu – w okresie od czerwca do sierpnia 1920 uczestniczył w tłumieniu antybolszewickich powstań w guberni samarskiej. Po ukończeniu kursu w sierpniu 1920 został wyznaczony na stanowisko dowódcy plutonu w 1 Wschodniej Brygadzie Szkolnej w Astrachaniu. W składzie 5 pułku tej brygady na Froncie Kaukaskim brał udział w obalaniu mienszewickiego rządu Gruzji.
Po zakończeniu wojny od 1922 uczył się na kursach kadry dowódczej RKKA w Baku. Po ukończeniu kursów – od lipca 1923 – dowodził plutonem i kompanią w 21 Oficerskiej Szkole Piechoty. Od sierpnia 1925 był dowódcą plutonu w szkole podoficerskiej w 6 pułku Kaukaskiej Dywizji Strzelców. Od maja 1926 pełnił służbę w 5 pułku strzeleckim 2 Kaukaskiej Dywizji Strzeleckiej Samodzielnej Armii Kaukaskiej. Był dowódcą plutonu w szkole podoficerskiej, dowódcą plutonu strzeleckiego, dowódcą kompanii, pełnił obowiązki dowódcy batalionu, był pomocnikiem szefa sztabu pułku, szefem sztabu batalionu. Uczestniczył w tłumieniu wystąpień antybolszewickich w Inguszetii (wrzesień 1925) i rozbrajaniu ugrupowań zbrojnych w Dagestanie (sierpień-wrzesień 1926) oraz w Górskim Karabachu (maj-czerwiec 1930). Od grudnia 1931 był zastępcą szefa I wydziału sztabu 2 Kaukaskiej Dywizji Strzeleckiej.
Od stycznia do listopada 1933 uczył się na Kursie Doskonalenia Oficerów przy Zarządzie Rozpoznawczym Sztabu Generalnego RKKA. Potem został wyznaczony na stanowisko szefa II wydziału sztabu 2 Kaukaskiej Dywizji Strzeleckiej. W listopadzie 1937 został skierowany na wyższy kurs strzelecko-taktyczny doskonalenia dowódców piechoty „Wystrieł”, jednak nauki tej nie ukończył ponieważ w styczniu 1938 został skierowany do Hiszpanii, gdzie do lutego 1939 uczestniczył w wojnie domowej po stronie republikanów. Po powrocie był zastępcą dowódcy 46 Dywizji Strzeleckiej do spraw liniowych, następnie od sierpnia 1939 przewodniczącym Centralnej Rady Osoawiachimu Ukraińskiej SRR.
Po ataku Niemiec na ZSRR powrócił na wcześniej zajmowane stanowisko zastępcy dowódcy 46 Dywizji Strzeleckiej do spraw liniowych. W sierpniu 1941 został dowódcą 337 Dywizji Strzeleckiej na Froncie Północnokaukaskim, która znajdowała się w stadium formowania w Astrachaniu, by wejść w skład 57 Armii Rezerwowej. Od stycznia 1942 dywizja walczyła w składzie Frontu Południowego, gdzie nie osiągnęła większych sukcesów. Rozkazem dowódcy 6 Armii z dniem 3 lutego 1942 Buszew został karnie zwolniony z zajmowanego stanowiska i wyznaczony na stanowisko pełniącego obowiązki zastępcy dowódcy 411 Dywizji Strzeleckiej. W marcu 1942 został wyznaczony na stanowisko dowódcy 211 Szkolnej Brygady Strzeleckiej, a w kwietniu 1942 – dowódcy 23 Brygady Zaporowej w składzie Stalingradzkiego Okręgu Wojskowego. Brygada w składzie Frontu Południowego brała udział w krwawych walkach nad Donem. W sierpniu 1942 Buszew został wyznaczony na dowódcę 10 Samodzielnej Gwardyjskiej Brygady Strzeleckiej 9 Armii na Froncie Zakaukaskim. W listopadzie 1942 został dowódcą 176 Dywizji Strzeleckiej, która w składzie 18 Armii Desantowej wyróżniła się w Noworosyjsko-Tamańskiej operacji zaczepnej. Za udział w tej operacji dywizja została przemianowana na 129 Gwardyjską, a S. Buszew został odznaczony Orderem Kutuzowa II stopnia. 21 kwietnia 1943 został awansowany na stopień generała majora.
W listopadzie 1943 dywizja w składzie 18 Armii została przerzucona w rejon Kijowa i włączona w skład 1 Frontu Ukraińskiego, gdzie uczestniczyła w Żytomiersko-Berdyczowskiej operacji zaczepnej, za co otrzymała nazwę wyróżniającą „Żytomierska” oraz odznaczona Orderem Czerwonego Sztandaru. W 1944 jednostki dywizji pomyślnie działały w ramach Proskurowsko-Czerniowieckiej operacji. Za udział w tych walkach S. Buszew został odznaczony Orderem Bohdana Chmielnickiego I stopnia. Z dniem 25 czerwca 1944 został wyznaczony na stanowisko dowódcy 52 Korpusu Strzeleckiego, który w składzie 1 Gwardyjskiej, następnie 38 Armii 1 Frontu Ukraińskiego pomyślnie działał w Lwowsko-Sandomierskiej operacji zaczepnej, brał udział w zajmowaniu Lwowa, za co korpus otrzymał nazwę wyróżniającą „Lwowski”, a Buszew został odznaczony Orderem Suworowa II stopnia. Od września 1944 do lutego 1945 dowodził jednostkami korpusu w czasie walk o Krosno i Jasło, w zachodniokarpackiej operacji zaczepnej, zdobywając m.in. Nowy Sącz, Wadowice oraz Bielsko-Białą. Za udział w tych walkach został odznaczony Orderem Czerwonego Sztandaru.
Po zakończeniu wojny w marcu 1946 został skierowany na Wyższy Kurs Akademicki przy Wyższej Akademii Wojskowej im. K. J. Woroszyłowa. Po zakończeniu kursu w marcu 1947 został szefem oddziału gotowości bojowej Uralskiego Okręgu Wojskowego. Od sierpnia 1949 był dowódcą 119 Korpusu Strzelców Górskich w Turkiestańskim Okręgu Wojskowym. W październiku 1950 został skierowany do pełnienia służby w Wojsku Polskim, gdzie od 9 lutego 1951 do 3 listopada 1954 był zastępcą dowódcy Śląskiego Okręgu Wojskowego do spraw liniowych. W grudniu 1954 powrócił do służby w Armii Radzieckiej, gdzie był szefem katedry wojskowej Kazańskiego Instytutu Weterynaryjnego. W październiku 1956 został przeniesiony do rezerwy.
Był aktywnym działaczem organizacji kombatanckich. Napisał wspomnienia z okresu swojej służby wojskowej, m.in. na temat wojny domowej w Hiszpanii oraz okresu II wojny światowej. Zmarł po ciężkiej chorobie w Kujbyszewie i tam został pochowany na Cmentarzu Południowym.

## Życie prywatne
Od 1925 był żonaty z Agrypiną Francuzową (ur. 1907). Małżeństwo miało córkę i syna.

## Odznaczenia
- Krzyż Oficerski Orderu Odrodzenia Polski – 1954
- Order Lenina
- Order Czerwonego Sztandaru – czterokrotnie
- Order Bohdana Chmielnickiego (ZSRR) I stopnia
- Order Suworowa II stopnia
- Order Kutuzowa II stopnia
- Order Wojny Ojczyźnianej I stopnia